# Estée Lauder
Josephine Esther Mentzer (Corona, Queens, 1 de julio de 1906-Manhattan, 24 de abril de 2004), más conocida como Estée Lauder, fue la fundadora, junto a su marido Joseph Lauder, de la empresa de cosméticos Estée Lauder Companies. Hija de madre húngara y padre checoslovaco, nació en Corona, en el borough de Queens, en Nueva York. En 1998, fue la única mujer en la lista de «Los 20 genios comerciales más influyentes del siglo XX», publicada por la revista Time. Además, el 23 de junio de 2004 recibió la Medalla Presidencial de la Libertad.

## Biografía

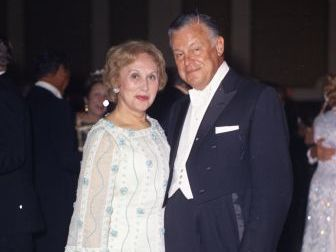
Estée y Joseph Lauder en 1971.

En 1930 se casó con Joseph Lauder, con quien tuvo dos hijos. Se divorciaron nueve años más tarde, volviéndose a casar en 1942. A partir de entonces, la pareja permaneció junta hasta que Joseph falleció en 1982. La familia Lauter cambió su apellido a "Lauder" a fines de los años 1930. La empresa Estée Lauder fue creada en 1946. Su hijo mayor, Leonard Lauder, fue jefe de la compañía. En la actualidad es el presidente de la junta directiva. Su hijo menor, Ronald Steven Lauder, es un prominente filántropo, un político republicano asignado a la administración de Ronald Reagan y un promotor inmobiliario en Berlín, entre otras actividades.
El 16 de enero de 1978 se convirtió en la primera mujer estadounidense en ser condecorada con la Legión de Honor, fue en grado de caballero.
Estée Lauder murió el 24 de abril de 2004 a los 97 años de edad a causa de un fallo cardiopulmonar en su residencia de Manhattan.